# Universidad Federal de Río Grande

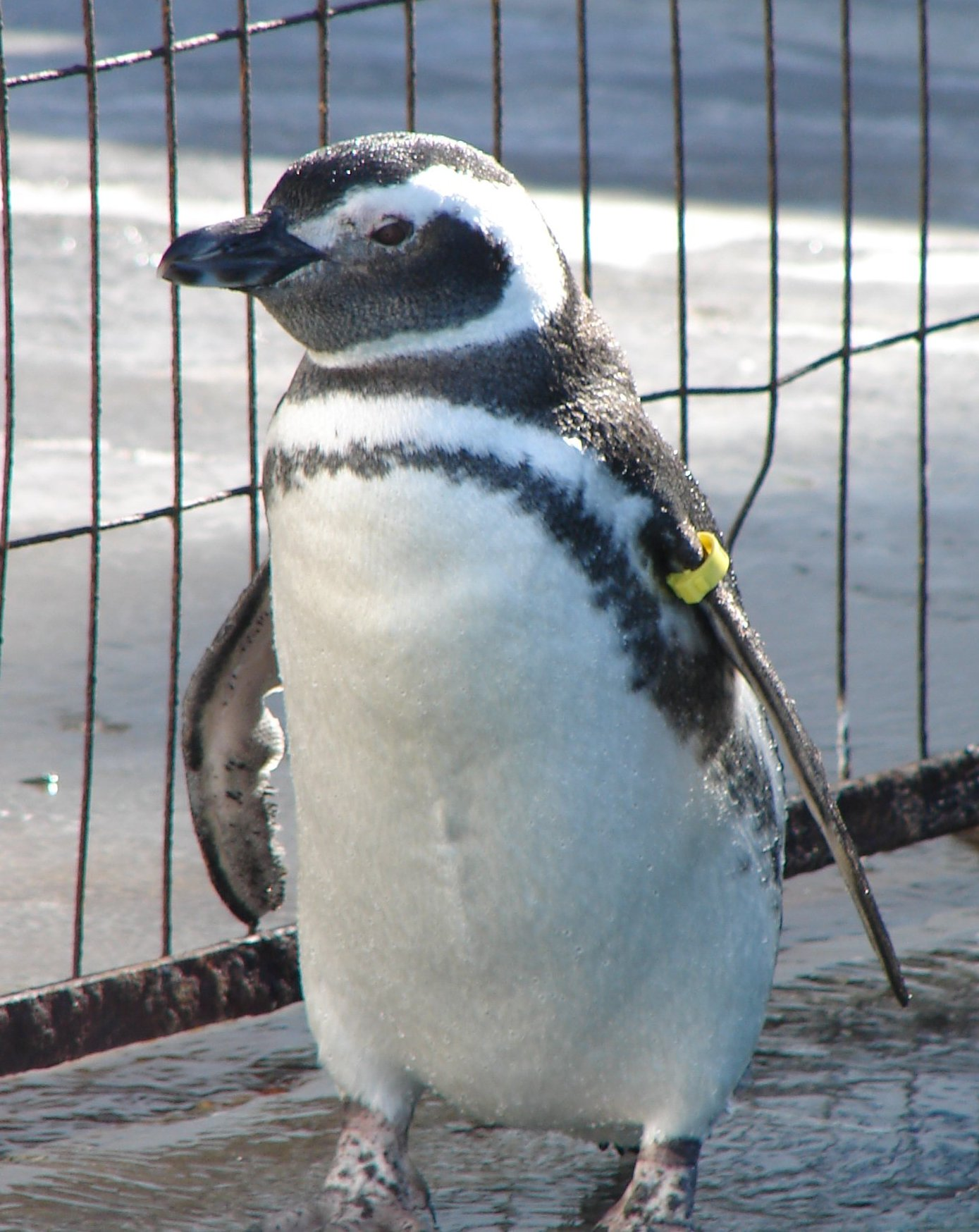
Pingüino tratado en el Museo Oceanográfico, que pertenece a la universidad.

La Universidade Federal do Rio Grande (FURG) fue fundada el 20 de agosto de 1969, a partir de la "Fundação Cidade do Rio Grande", creada el día 8 de julio de 1953, en la ciudad gaucha de Río Grande.
En el inicio da la segunda mitad del siglo XX, había carencia total de escuelas de nivel superior en la ciudad de[Río Grande, lo que propiciaba la evasión de significativo número de estudiantes, que se dirigían a otros centros, en busca de continuidad para sus estudios. Esa fuerza joven, después que terminaba las carreras, raramente regresaba.
La percepción de esa realidad, aliada al propósito de modificarla, resultó en un movimiento cultural, cuya finalidad principal era crear una Escuela de Ingeniería en Río Grande, justificada por el elevado número de profesionales en el área y por el parque industrial allí existente, siendo que la referida escuela debería tener una entidad mantenedora, atendiendo a las exigencias del Ministerio de Educación y Cultura.
La Universidad tiene aproximadamente 500 profesores y se destaca en las carreras relacionadas al área natural, como Oceanología y Ciencias Biológicas, carreras que actúan, por ejemplo, el Museo Oceanográfico.

## Carreras
La universidad cuenta com más de 6.721 alumnos en las siguientes carreras: 
| Ciencias Biológicas y de la Salud . Biología . Ciencias Biológicas . Educación Física . Enfermería . Medicina . Oceanología . Tecnología en Gestión Ambiental Ciencias sociales . Administración . Biblioteconomía . Ciencias Contables . Ciencias Económicas . Derecho . Pedagogía . Turismo Binacional | Ciencias exactas y tecnológicas . Ing. Agroindustrial Agroquímica . Ing. Agroindustrial Industrias Alimenticias . Ingeniería Civil . Ingeniería Civil Empresarial . Ingeniería Civil Costera y Portuaria . Ingeniería de Alimentos . Ingeniería de Automación . Ingeniería de Computación . Ingeniería Mecánica . Ing. Mecánica Empresarial . Ing. Mecánica Naval . Ingeniería Química . Ing. Bioquímica . Física . Matemáticas . Matemáticas Aplicadas . Química . Tecnología en Análisis y Desarrollo de Sistemas . Tecnología en Refrigeración y Climatización . Tecnología en Toxicología Ambiental . Tecnología en Construcción de Edificios . Sistemas de Información | Ciencias humanas . Arqueología . Archivología . Artes Visuales . Ciencias Biológicas . Geografía . Historia . Letras - Portugués . Letras - Portugués / Español . Letras - Portugués / Francés . Letras - Portugués / Inglés . Psicología |

## Post-graduado
- 1.074 alumnos en posgrado

| João Carlos Brahm Cousin         | 9 de enero de 2005 a 8 de enero de 2013 (previsão) |
| Carlos Rodolfo Brandão Harttmann | 9 de enero de 2001 a 8 de enero de 2005            |
| Carlos Alberto Eiras Garcia      | 9 de enero de 1997 a 8 de enero de 2001            |
| Carlos Rodolfo Brandão Harttmann | 9 de enero de 1993 a 8 de enero de 1997            |
| Orlando Macedo Fernandes         | 17 de enero de 1988 a 8 de enero de 1993           |
| Jomar Bessoaut Laurino           | 3 de diciembre de 1984 a 16 de diciembre de 1988   |
| Fernando Lopes Pedone            | 18 de abril de 1977 a 2 de diciembre de 1984       |
| Eurípedes Falcão Vieira          | 2 de diciembre de 1972 a 17 de abril de 1977       |
| Adolpho Gundlach Pradel          | 20 de agosto de 1969 a 1 de diciembre de 1972      |